# 黑鳍舌鳎
黑鳍舌鳎（学名：Cynoglossus nigropinnatus）为輻鰭魚綱鰈形目鰨亞目舌鳎科舌鳎属的鱼类。分布于南达越南北部、北达日本南部等近海以及两广到浙江等海区等，属于亚热带及暖温带浅海底层鱼，體長可達20公分，棲息在底層水域，生活習性不明。该物种的模式产地在日本南部。